# 鹤塘楼
鹤塘楼，位于中国广东省清远市英德市英城镇，为清远市英德市的一个市级文物保护单位，类型为古建筑，公布时间为2000年12月。
鹤塘楼的历史年代为清代。